# Tonjong (Pancatengah)
Tonjong is een bestuurslaag in het regentschap Tasikmalaya van de provincie West-Java, Indonesië. Tonjong telt 3743 inwoners (volkstelling 2010).